# 伊万·捷沃西安
伊万·费奥多罗维奇·捷沃西安（俄语：Иван Фёдорович Тевосян；1902年1月4日—1958年3月30日），亚美尼亚人，苏联党和国家领导人。曾任苏联造船工业人民委员；冶金工业人民委员、部长；黑色冶金部长；苏联部长会议副主席；驻日本特命全权大使等职务。他因参与铀矿的开采和加工，最后死于核辐射引发的癌症。

## 生平
- 1902年1月4日出生于舒沙的一个亚美尼亚裁缝家庭。1906年全家躲避发生在舒沙的亚美尼亚-阿塞拜疆种族屠杀而迁往巴库居住。高中毕业于巴库东正教教会学校，1918年毕业于三年制商贸学校。
- 1918年-1919年，伏尔加-巴库石油公司文员、会计师和助理会计师，并参加巴库夜校学习。期间积极参与巴库的革命工作。1918年7月加入俄共（布），参与巴库市地下党工作。1919年3月当选俄共（布）巴库地下市委委员。1919年8月当选俄共（布）巴库地下市委书记。随后被穆萨瓦特当局逮捕，监禁数月。
- 1920年4月获释，参加巴库起义，支援红军占领巴库。
- 1920年4月-1921年，俄共（布）巴库市区委执行书记、巴库市石油和冶金工业工人联盟中央委员会委员、巴库市工会理事会成员。
- 1921年-1927年7月，莫斯科矿业冶金学院学习。期间任校党委书记兼莫斯科市河畔区委宣传鼓动部副主任。
- 1927年7月-1929年9月，莫斯科州埃列克特罗斯塔尔工厂工人、工长、炼钢车间主任。
- 1929年9月-1930年11月，赴德国克虏伯工厂、捷克斯洛伐克斯柯达工厂、意大利菲亚特工厂学习冶金先进经验。
- 1930年11月-1931年8月，莫斯科州埃列克特罗斯塔尔工厂电弧车间主任、总工程师。
- 1931年8月-1936年12月，苏联重工业人民委员会优质钢铁和铁合金厂“斯佩茨斯塔尔协会”总经理。
- 1936年12月-1937年5月，苏联重工业人民委员会第七局（装甲钢铁生产）局长。
- 1937年5月-6月，苏联国防工业人民委员会总工程师。
- 1937年6月-10月，苏联国防工业副人民委员兼苏联国防工业人民委员会海军造船工业总局局长。
- 1937年10月-1939年1月，苏联国防工业第一副人民委员。
- 1939年1月-1940年5月，苏联造船工业人民委员。
- 1940年5月-1948年7月，苏联黑色冶金人民委员、部长。他在苏联引入了对工人的物质奖励制度，并提高了国防工业工人的从业标准，为大量国防企业提供了充足的优质工人。为保证冶金企业的不间断运营，他规定每家企业必须加强矿石、煤炭、焦炭等各种生产资料的储备。所有企业领导必须具有2年以上的基层工作经验。1940年上半年，冶金工业人民委员会即完成全年94.5%的计划产量。苏德战争期间，他组织苏联西部和南部的冶金工业企业向东部转移，并对东部的冶金工业企业进行现代化改造。经过一系列努力，1943年苏联的钢铁产量已经超过德国。战后，他负责恢复顿巴斯地区的冶金企业。1948年，顿巴斯的钢铁产量超过战前水平。
- 1948年7月-1949年6月，苏联冶金工业部部长。
- 1949年6月-1953年3月，苏联部长会议副主席。期间，1949年6月-1951年3月，苏联国家冶金地质局局长。1950年12月-1953年3月，苏联黑色冶金部长。
- 1953年3月-1954年2月，苏联冶金工业部长。
- 1953年12月-1956年12月，苏联部长会议副主席兼苏联国家冶金、煤炭工业和地质局局长。
- 1956年12月-1958年3月，驻日本特命全权大使。1957年9月，他因癌症病重飞回莫斯科治疗。1958年2月20日递交国书。
- 1958年3月30日于莫斯科逝世，时年56岁。葬于克里姆林宫红场墓园。

捷沃西安是俄共（布）10大，联共（布）17大，第17、18次代表会议，苏共19-20大代表；第16届中央监察委员，第18-20届中央委员，第19届中央主席团（政治局）候补委员；第1-4届苏联最高苏维埃联盟院代表，第5届苏联最高苏维埃民族院代表，第4届俄罗斯苏维埃联邦社会主义共和国最高苏维埃代表。

## 荣誉
- 社会主义劳动英雄称号（1943）
- 五次列宁勋章（1935,1943,1945,1948,1952）
- 三次劳动红旗勋章（1939,1942,1951）
- 劳动英勇奖章（1949）[4]